# Aeropuerto de Curuzú Cuatiá
Aeropuerto “General Manuel Belgrano” Curuzú Cuatiá (IATA: UZU - OACI: SATU). es un aeropuerto argentino construido durante la década del '70 que brindó servicio a la ciudad de Curuzú Cuatiá, Corrientes. Sus instalaciones fueron las más importantes del Sur provincial, llegando a contar con vuelos semanales a Capital Federal por parte de las empresas Austral y Aerolíneas Argentinas.
En la actualidad el aeropuerto de Curuzú Cuatiá, propiedad del Estado de la provincia de Corrientes, se encuentra clausurado y en estado de abandono. De los 2.121 metros originales sólo quedan operables 1.000. El sistema de balizamiento fue retirado y la Estación Meteorológica de la Fuerza Aérea se trasladó al aeropuerto “Del Iberá” en la ciudad de Mercedes.
En el transcurso del año 2012, diputados del partido del FPV presentaron un proyecto de ley en la Cámara de Diputados con el fin de transferir de la órbita provincial a la municipal a los efectos de recuperar la estación aérea . Quedó archivado por Ley 4513.